# Comuna Velîka Vilșanîțea, Zolociv
Velîka Vilșanîțea (în ucraineană Велика Вільшаниця) este o comună în raionul Zolociv, regiunea Liov, Ucraina, formată din satele Holohirkî, Stinka, Trudovaci și Velîka Vilșanîțea (reședința).

## Demografie
Componența lingvistică a comunei Velîka Vilșanîțea
     Ucraineană (99,66%)
     Alte limbi (0,27%)
Conform recensământului din 2001, majoritatea populației comunei Velîka Vilșanîțea era vorbitoare de ucraineană (99,66%), existând în minoritate și vorbitori de alte limbi.